# Ibis Kortrijk
IBIS Kortrijk was een Belgische volleybalclub uit Kortrijk.

## Historiek
De club werd in 1962 opgericht door broeder Jozef van het St.-Jozef instituut in Kortrijk. Oorspronkelijk noemde de volleyploeg SIJOVOK, een acroniem voor Sint Jozef Volleybal Kortijk. In 1955 werd de naam veranderd in IBIS Kortrijk. In 1971 maakte de club zijn opwachting in de nationale reeksen, om in 1973 kampioen te spelen in tweede nationale. Het eerste seizoen in de hoogste klasse werd afgesloten op een negende plaats. Een eerste succes werd behaald met de bekeroverwinning in 1977, het jaar nadien werd men voor het eerst landskampioen.
IBIS Kortrijk behaalde 7 landstitels en 5 bekers. 
Na het einde van seizoen 1986-87 werd op 10 juni 1987 besloten om met Knack Roeselare te fuseren.

## Palmares

### Heren
- Landskampioen: 1978, 1979, 1982, 1983, 1984, 1985, 1986
- Bekerwinnaar: 1977, 1979, 1980, 1981, 1983

## Bekende (ex-)spelers
- Roger Maes